# Tizi N'Test
Tizi N'Test (en àrab تيزي نتاست, Tīzī Ntāst; en amazic ⵜⵉⵣⵉ ⵏ ⵜⴰⵙⵜ) és una comuna rural de la província de Taroudant, a la regió de Souss-Massa, al Marroc. Segons el cens de 2014 tenia una població total de 5.182 persones.